# مارکی دو ساد (فیلم)
مارکی دو ساد (به انگلیسی: Marquis de Sade) یک فیلم درام تاریخی آمریکایی محصول سال ۱۹۹۶ دربارهٔ مارکی دو ساد با بازی نیک مانکوسو، جان ریس-دیویس و جنت گان است.
همچنین به عنوان شاهزاده تاریک: داستان‌های صمیمی مارکیز دو ساد نیز شناخته می‌شود. این فیلم در مسکو فیلمبرداری شده است.

## خلاصه داستان
زنی به نام جاستین به دنبال خواهر گمشده خود ژولیت می‌گردد و با مارکی دو ساد روبرو می‌شود.

## بازخوردها
به گفته یکی از دانشگاهیان، این فیلم بیش از حد معمول دلسوزانه‌تر واقیعت دو ساد را به تصویر می‌کشد، و او را به‌عنوان یک ضدقهرمان سرکش، پرخاشگر؛ یک اپیکوریستی سرخ‌خون، پر زرق و برق و کمی مضحک، که با زندانی شدنش در باستیل، لذت‌هایش را کاهش می‌دهد، که سه نفر از مادران موسوم به خشم او را به سبک قهرمان نشان می‌دهند.